# Eurotorre
L'Eurotorre (in inglese Eurotower) è un noto grattacielo situato nel distretto finanziario di Francoforte, in Germania. Fino al novembre 2014 è stata la sede della Banca centrale europea (BCE), principale ragione della sua fama, e attualmente è l'11º edificio più alto della città e il 14º più alto della Germania. Attualmente è la sede del Single Supervisory Mechanism (SSM).

## Descrizione

### Costruzione e posizione
L'Eurotorre è stata progettata da Richard Heil, e costruita tra il 1971 e il 1977. La torre è alta 148 metri, composta da 40 piani e conta 78.000 m² di uffici. La torre si trova nella Piazza Willy Brandt, in pieno centro della città, nel cosiddetto Taunusanlage (conosciuto come il "Central Park" di Francoforte), nelle vicinanze dell'Oper Frankfurt e servita dalla metropolitana e dalla tranvia cittadine.

### Occupazione degli spazi
Il primo locatario della struttura fu la Bank für Gemeinwirtschaft (letteralmente la Banca per l'Economia Sociale), seguito poi dall'Istituto Monetario Europeo, precursore della BCE, creata nel 1998. Oggi il primo piano del grattacielo è occupato da un centro informazioni della BCE, dedicato all'Euro, mentre al piano interrato si trova un locale/ristorante chiamato Living XXL.
A causa dello spazio limitato, il numeroso personale della BCE era distribuito tra due grattacieli: l'Eurotorre stessa e l'Eurotheum. I vertici della Banca Europea hanno pianificato la costruzione di una nuova sede nella parte orientale di Francoforte, per poter riunire tutti i dipendenti in un unico edificio. La costruzione della nuova torre è iniziata nel 2008 ed è stata terminata nel 2014, con il trasferimento nei nuovi uffici nel novembre dello stesso anno.
Successivamente la torre è stata occupata dall’organi di supervisione della European Banking Authority.